# میر ورفت
میر ورفت (انگلیسی: Meyer Werft) شرکت کشتی‌سازی آلمانی است، که در سال ۱۷۹۵ تأسیس شد.